# Bataille de Crémone (200 av. J.-C.)
Batailles
- Rome (404 av. J.-C.)
- Melpum (396 av. J.-C.)
- Allia (390 av. J.-C.)
- Rome (396 av. J.-C.)
- Rome (390 av. J.-C.)
- Rivière Anio (367 av. J.-C.)
- autariates (310 av. J.-C.)
- Clusium (295 av. J.-C.)
- Sentinum (295 av. J.-C.)
- Arretium (284 ou 283 av. J.-C.)
- Vadimon (283 av. J.-C.)
- Macédoine (279 av. J.-C.)
- Fiesole (225 av. J.-C.)
- Télamon (225 av. J.-C.)
- Clastidium (222 av. J.-C.)
- Crémone (200 av. J.-C.)
- Placentia (en) (194 av. J.-C.)
- Mutina (en) (193 av. J.-C.)

La bataille de Crémone oppose en 200 av. J.-C. les Romains aux Gaulois cisalpins, d'Italie du nord. Les Romains sont victorieux.

## Bataille
Pendant la deuxième guerre macédonienne, les tribus celtes de la Gaule cisalpine se révoltent et mettent à sac Placentia. Ils assiègent ensuite Crémone, ville devant laquelle les légions romaines du consul Lucius Furius Purpurio viennent leur livrer bataille. Les Gaulois tentent de briser l'aile droite romaine, puis d'envelopper leurs adversaires sur les deux côtés mais ne peuvent y parvenir. La cavalerie romaine brise les ailes gauloises alors que l'infanterie enfonce le centre gaulois dégarni. Les Gaulois partent en déroute et laissent environ 35 000 morts, dont Hamilcar, le général carthaginois de leur armée, et prisonniers sur le champ de bataille. Les Romains perdent quant à eux 2 000 hommes.

## Sources
- Tite-Live, Histoire de Rome, Livre XXXI, 21-22